# Kulten
Kulten (norwegisch für Klotz) ist ein 1390 m hoher Nunatak im ostantarktischen Enderbyland. Er ragt rund 18,5 km südsüdöstlich des Mount Codrington auf.
Norwegische Kartographen, die ihn auch benannten, kartierten ihn 1946 anhand von Luftaufnahmen der Lars-Christensen-Expedition 1936/37.